# Eulithis unicolorata
Eulithis unicolorata là một loài bướm đêm trong họ Geometridae.